# ناحیه النصر
ناحیه النصر (به عربی: حی النصر) یک منطقهٔ مسکونی در اردن است که در استان امان واقع شده‌است.